# T-1123
Le T-1123, également appelé AR-16 ou TL-1299, est un carbamate à effet anticholinestérase qui a fait l'objet de recherches comme agent innervant dès les années 1940. Il ne franchit pas la barrière hémato-encéphalique en raison de la charge électrique portée par le groupe ammonium quaternaire. L'atropine peut être utilisée comme antidote.